# 恩里克·普拉-德尼埃尔
恩里克·普拉-德尼埃尔（西班牙語：Enrique Pla y Deniel，1876年12月19日—1968年7月5日），是西班牙的枢机、天主教政治人物。普拉-德尼埃尔来自巴塞罗那的富裕家庭，他曾陆续在当地的神学院和罗马宗座额我略大学接受教育，其后从事天主教宣传事业。他于1935年出任萨拉曼卡主教，西班牙内战爆发后他由于支持佛朗哥政权而受到后者的青睐。他从1941年起担任托莱多大主教，并在1946年2月被教宗庇护十二世擢升为枢机主教。

## 延伸阅读
- Cardinals of the Holy Roman Church （页面存档备份，存于）
- Catholic-Hierarchy （页面存档备份，存于）